# Guil
Le Guil est une rivière torrentielle du Sud-Est de la France, dans le département des Hautes-Alpes, en région Provence-Alpes-Côte d'Azur. Il arrose le Queyras. C'est un affluent de la rive gauche de la Durance.

## Géographie
De 51,5 km de longueur, il prend sa source dans les éboulis du cirque formé par la Pointe de Rome, le Pic Gastaldi et la Pointe Joanne. Le torrent commence à être visible au niveau du lac Lestio et du lac Porcieroles. De nombreux affluents se jettent dans ce torrent de Ristolas à Guillestre : le Ségure à Ristolas, le Bouchet à Abriès, le Lombard à Aiguilles, les Aigues à Château-Ville-Vieille, le Cristillan à la Maison du Roy.
Entre la Maison du Roy et Guillestre ses gorges sont majestueuses.
Il se jette dans la Durance sous Mont-Dauphin, sur la commune d'Eygliers, de Guillestre pour le défluent sud, en face de la commune de Réotier.
Avec le Cristillan, il alimente un barrage à la Maison du Roy.

### Communes et cantons traversés
Dans le seul département des Hautes-Alpes, le Guil traverse les huit communes, dans le sens amont vers aval, de Ristolas (source), Abriès, Aiguilles, Château-Ville-Vieille, Arvieux, Guillestre, Eygliers (confluence), Réotier.
Soit en termes de cantons, le Guil prend source dans le canton d'Aiguilles, conflue dans le canton de Guillestre, le tout dans l'arrondissement de Briançon.

### Bassin versant
Le Guil traverse les cinq zones hydrographiques de « Le Guil du torrent de la Rivière au torrent de Chagne » (X023), « Le Guil de l'Aigue Agnelle au torrent de la Rivière inclus » (X022), « Le Guil du torrent de Bouchet à l'Aigue Agnelle inclus » (X021), « Le Guil de sa source au torrent de Bouchet inclus » (X020), « Le Guil du torrent de Chagne inclus à la Durance » (X024), le tout pour une superficie totale de 727 km2.
Ce bassin versant est constitué à 95,90 % de « forêts et milieux semi-naturels », à 3,57 % de « territoires agricoles », à 0,64 % de « territoires artificialisés ».

### Organisme gestionnaire
L'organisme gestionnaire est l'EPTB SMAVD ou Syndicat mixte d'aménagement de la vallée de la Durance.

## Affluents
Le Guil a cinquante-cinq tronçons affluents référencés dont :
- Le Fontenil (rg[note 1]), 1,7 km sur la seule commune de Ristolas.
- Le Malrif (rd), 7,3 km sur la seule commune des Abries, avec deux affluents :
  - le torrent de Goutane (rd), 1,2 km sur la seule commune des Abries.
  - le torrent des Tioures (rd), 1,8 km sur la seule commune des Abries.
- Le Cristillan (rg), 19,7 km sur les trois communes de Guillestre, Eygliers et Ceillac avec huit affluents et six sous affluents donc de rang de Strahler trois.
- Le torrent de Chagne (rg), 19,5 km sur quatre communes avec seize affluents et sept sous-affluents donc de rang de strahler trois.
- Le Riéou (rd), 0,9 km sur la seule commune d'Eygliers.

Le rang de Strahler est de cinq par le torrent de Bouchet, le torrent de la Montette, le torrent du Goulon, le torrent de Val Fourane, le torrent de la Fionière.

## Hydronyme
Deux hypothèses :
- certains pensent que le nom de rivière serait issu du radical pré-celtique « gar » qui désigne « l'eau ». A donné aussi « Gillardes » pour « grosses eaux » dans le Dévoluy et probablement « Guisane »[3] ;
- Ernest Nègre considère lui que la forme primitive de Guillestre était Aquili-estris (Guil étant formé sur l'adjectif latin aquilius « brun foncé, noir » devenu Aiguilh en occitan. Une aphérèse du Ai- initial aurait donné guilh, désignant la région du Guil puis la rivière[4].

## Images

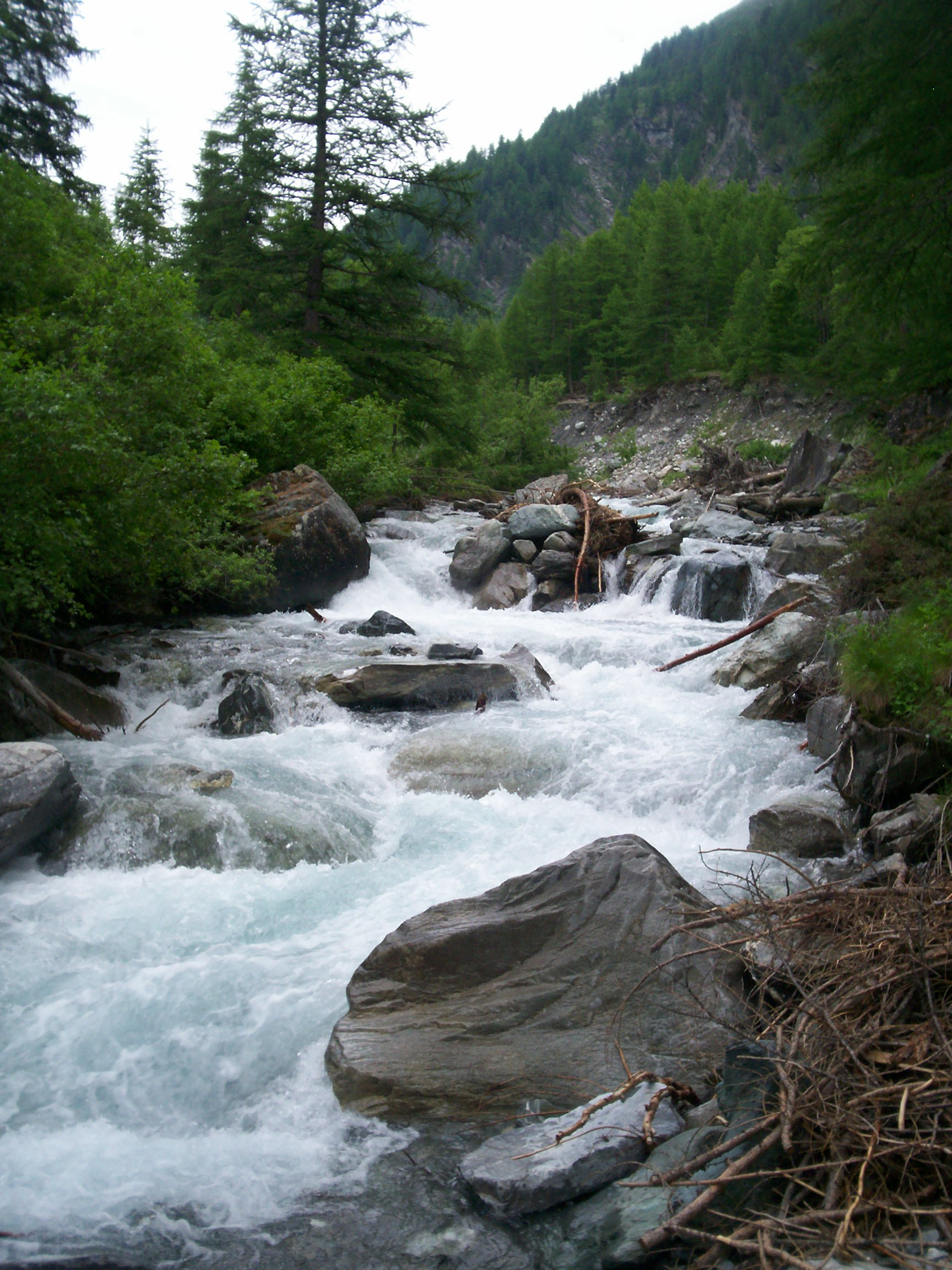
Le Guil près du petit belvédère du Mont Viso.
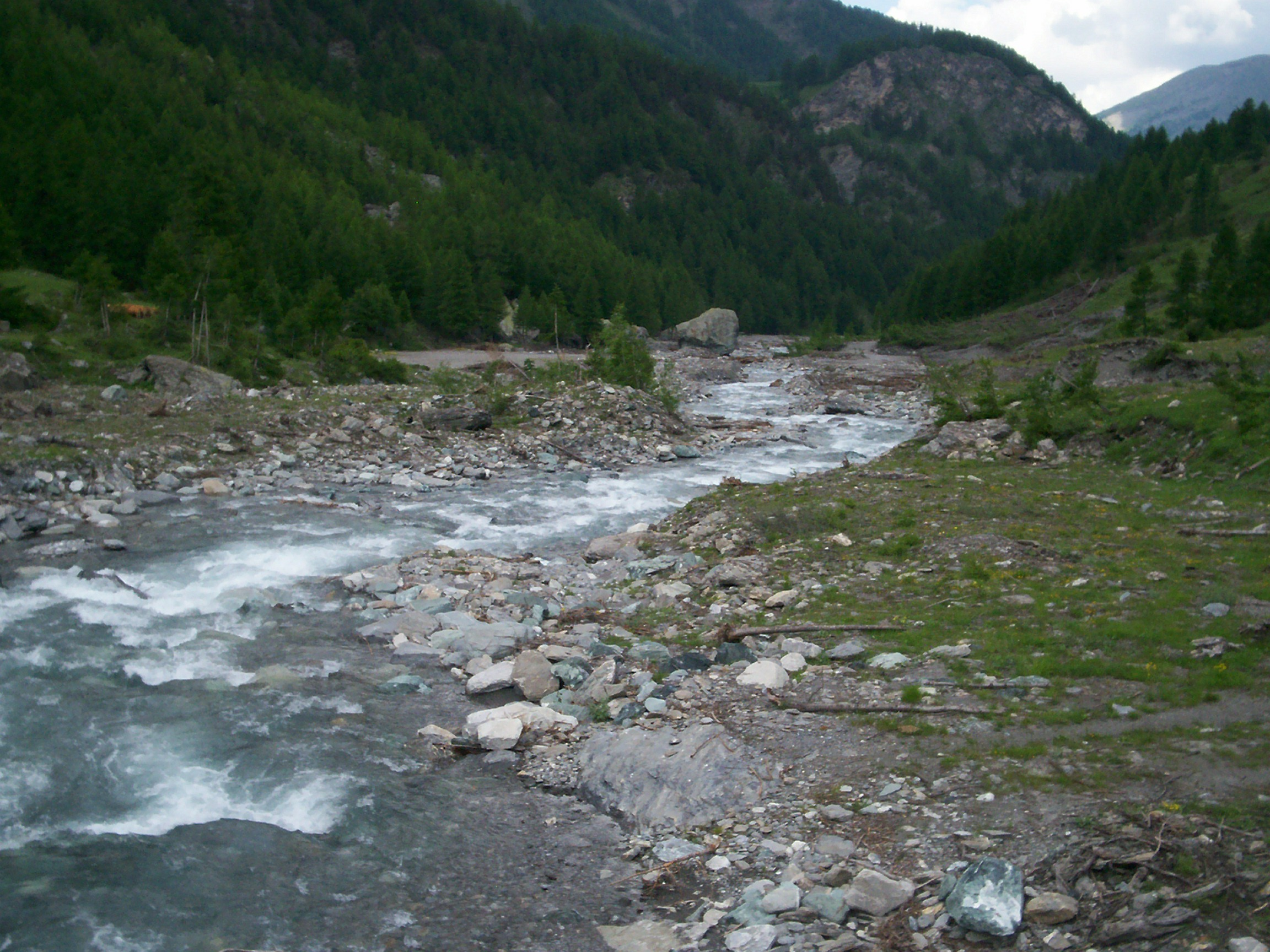
Le Guil à la Roche écroulée.
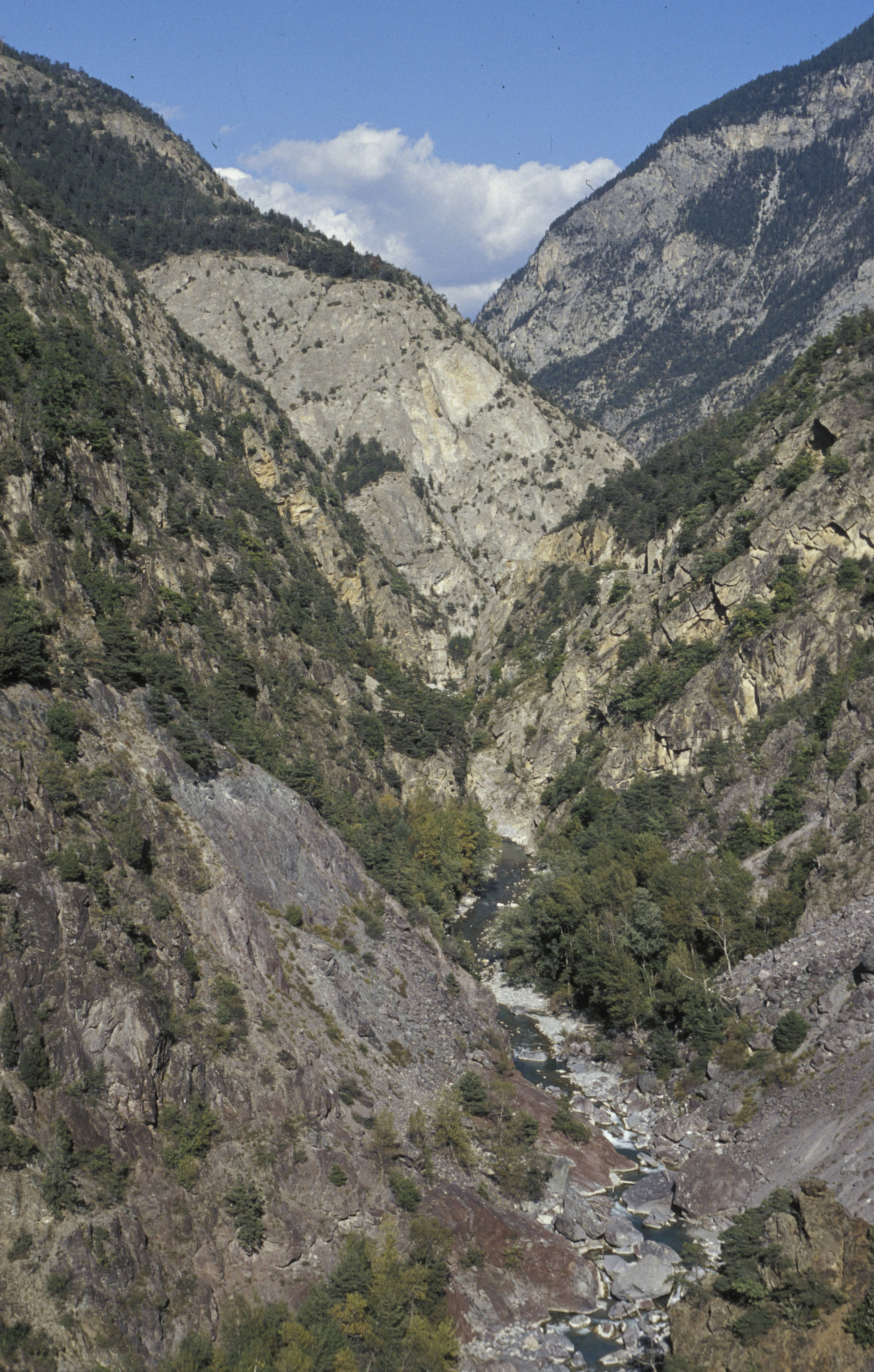
Les gorges du Guil traversent des roches volcaniques rouges, des rhyolites permiennes[5].
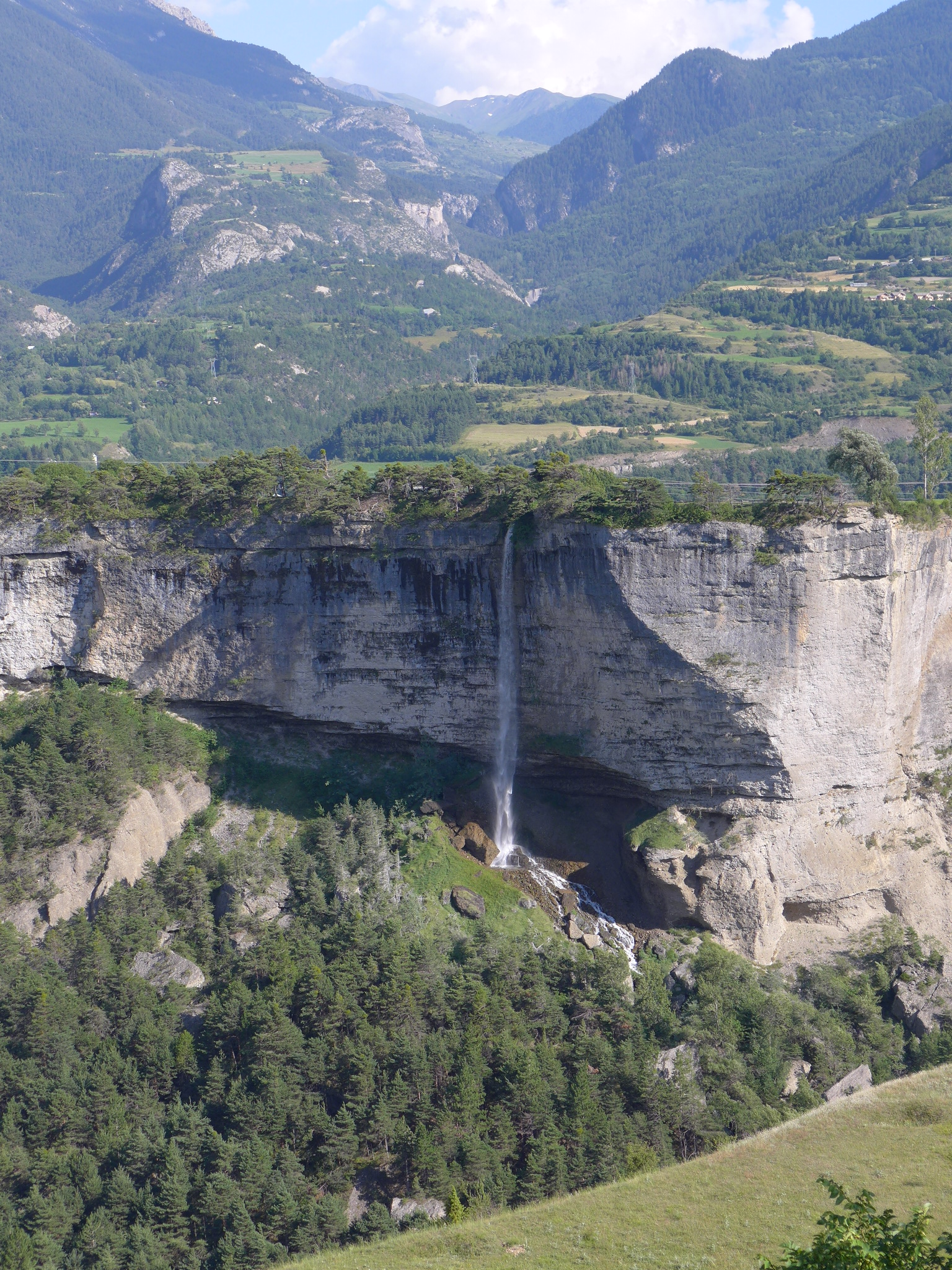
Cascade du Guil à Mont-Dauphin.